# 堀井優太
堀井 優太（ほりい ゆうた、1997年9月6日 - ）は、NHKのアナウンサー。

## 略歴・人物
神奈川県川崎市出身。神奈川県立多摩高等学校、慶應義塾大学法学部卒業。
大学2年次の2017年、受講していたフジテレビのアナウンススクールであるアナトレから、BSフジNEWS第33期学生キャスターに選出。番組17年目にして初となる男子学生の出演であった。
2020年にNHKに入局（CX学生キャスターからのNHK入局は2年連続）。初任地は甲府放送局。
高校時代はギターアンサンブル部（クラシック・ギター担当）に所属。学生指揮者を務め、全国学校ギター合奏コンクールでは金賞を受賞する。大学からストリートダンス（ロックダンス）を始める。
在学中は小川原正道ゼミに所属し、卒業論文の題は『明治期来日外国人からみた日本人の宗教観』。
目標のアナウンサーは学生キャスター時代フジテレビに在籍していた笠井信輔。

## 現在の担当番組
- てげビビ!（月曜-木曜メインキャスター：2024年4月1日 - ）[7][8][9]
  - 道上美璃の代理キャスター（2023年8月7日 - 10日、2024年3月4日 - 5日、3月25日）
- 宮崎県のニュース・気象情報・中継・リポート
- ニュース845宮崎（ローテーション制）
- 緊急報道（宮崎放送局発）

## 過去の担当番組

### NHK入局前
- BSフジNEWS（水曜担当、2017年11月 - 2018年5月） - 第33期学生キャスター
  - 同期2名は民放に記者職として入社している為、アナウンサーとして就職したのは堀井のみ。

### NHK入局後
甲府放送局時代（2020年度 - 2022年度）
- どーも、NHK（2020年6月7日・新人お披露目）
- Newsかいドキ - 機動班
- 山梨県のニュース
- 緊急報道（甲府放送局発）
- NHKニュースおはよう日本・関東甲信越
  - 山梨県富士河口湖町からの中継（2021年4月17日）
  - 山梨県富士川町からの中継（2021年11月6日）

宮崎放送局時代（2023年度 - ）
- 九州・沖縄地方のニュース（2023年6月7日・応援派遣要員） - 福岡局より
- ニュース845福岡（2023年6月7日） - 応援派遣要員
- はっけんラジオ - 福岡局より
  - 「ドクター小野村のなるほど!・男女で病気に差!発症血管に違い狭心症」（2023年6月7日）
  - はっけんラジオ from宮崎「宮崎県人会世界大会 宮崎のいいものをブラジルへ」（2023年10月20日） - 宮崎局より
- ラジオニュース（九州沖縄、R1・FM）の泊まり勤務担当（2023年6月8日 - 9日） - 応援派遣要員[注釈 1]
- 第105回全国高等学校野球選手権宮崎大会 準決勝（2023年7月23日）・決勝（7月25日、いずれも宮崎県総合運動公園硬式野球場）
  - 準決勝第1試合 宮崎学園 対 日南学園 - ラジオ実況
  - 準決勝第2試合 聖心ウルスラ学園 対 延岡学園 - テレビ実況
  - 決勝 宮崎学園 対 聖心ウルスラ学園 - ラジオ実況
- 台風6号関連特設ニュース（2023年8月8日 - 9日・九州沖縄地方） - 宮崎放送局より宮崎県内の災害状況を伝えた[注釈 2]
- 令和6年能登半島地震の災害報道対応による金沢放送局への応援派遣
  - 能登半島地震石川県のニュース・ライフライン情報（2024年1月30日） - 宝達志水町から中継リポート
  - 能登半島地震石川県のニュース・ライフライン情報（10時台、2024年1月31日） - ニュースリーダー（ライフライン情報のみ）
  - 正午のニュース（2024年2月1日） - 輪島市から中継リポート